# 若宮三紗子
若宮 三紗子（わかみや みさこ、1989年6月23日- ）は、香川県多度津町出身の卓球選手、指導者。前陣速攻型。ITTF世界ランキング最高位は24位。段級位は7段。ドライブとミート打ちを武器としている。
全日本卓球選手権の女子ダブルスで藤井寛子とのペアで2010年大会から四連覇している。ドこの他、福原愛とペアを組む女子ダブルス、松平賢二とペアを組む混合ダブルスでも国内・海外の大会で好成績を収めている。2018年3月限りで現役を引退した。2021年4月からトップおとめピンポンズ名古屋監督を務める。
所属事務所はBOSSA。

## 経歴
多度津町立豊原小学校、三豊市立高瀬中学校を経て尽誠学園高等学校の3年次に2007年インターハイの女子シングルスで優勝した。
2007年1月の全日本卓球選手権ジュニアの部では藤井優子に敗れてベスト4となった。
2008年1月の全日本卓球選手権ではシングルスでベスト8に入った。
立命館大学産業社会学部に入学、1年次の2008年に全日本学生卓球選手権大会で女子シングルス及び宇土弘恵との女子ダブルスで優勝した。
国際大会では2004年にニューデリーで行われたアジアユース選手権カデットの部で優勝、2006年から2007年にかけてワールドジュニアサーキットを転戦し2007年のインド大会で優勝している。ITTFプロツアーにも2006年から参戦し2009年の和歌山大会でシングルスベスト8、ソウル大会で女子ダブルスベスト4に入った。2009年4月から5月にかけて横浜市で行われた第50回世界卓球選手権個人戦（当時世界ランキング132位）では松平賢二との混合ダブルスで2回戦まで進んだ。

### 社会人
2009年7月、卓球に専念するために同大学を退学、日本生命に加入した。
2009年12月、藤井寛子とのペアで出場した東アジア大会の女子ダブルスで銀メダル獲得。
2010年10月の全日本社会人卓球選手権では女子シングルスでは山梨有理に破れ3位、ダブルスではベスト8となった。
2010年、日本選手権の女子ダブルス準々決勝で、前年の東アジア大会決勝で敗れた福原愛、石川佳純組を破るとそのまま勝ち進み初優勝。広州で行われたアジアカップのシングルスで9位、2010年アジア競技大会では女子ダブルスで銅メダルを獲得した。
2010年12月にソウルで行われたKALカップ（21歳未満のITTFワールドツアーグランドファイナル）の決勝ではフルセットの末、石垣優香に敗れた。12月24日から26日に呉市総合体育館で行われた第51回世界卓球選手権個人戦（ロッテルダム）の日本代表選手選考会で1位となり代表に内定した。翌2011年5月の世界選手権では女子ダブルスでベスト8進出。
2012年1月、松平賢二とペアを組んだ日本選手権の混合ダブルス初優勝、女子ダブルスでは3連覇を達成。
2012年、全身性エリテマトーデスと診断された。
2013年1月の日本選手権女子ダブルスで大会史上最多タイ記録の4連覇を達成。同年の世界選手権には第6シードで出場した女子ダブルスでベスト8。混合ダブルスでベスト16。
2014年1月の日本選手権では女子ダブルスでは準々決勝で敗れ、5連覇はならなかった。この大会を最後に藤井寛子は引退。混合ダブルスではベスト4。シングルスでは準決勝で石川佳純に敗れたが、自身初のベスト4入り。6月の荻村杯では福原愛とのペアで出場し、決勝で前年の世界選手権銅メダルペアの馮天薇、ユ・モンユ組（シンガポール）を破り優勝。
2015年1月の日本選手権はペアの福原の腰痛により女子ダブルスを欠場した。松平賢二との混合ダブルスでは3大会ぶりに決勝進出し、準優勝。

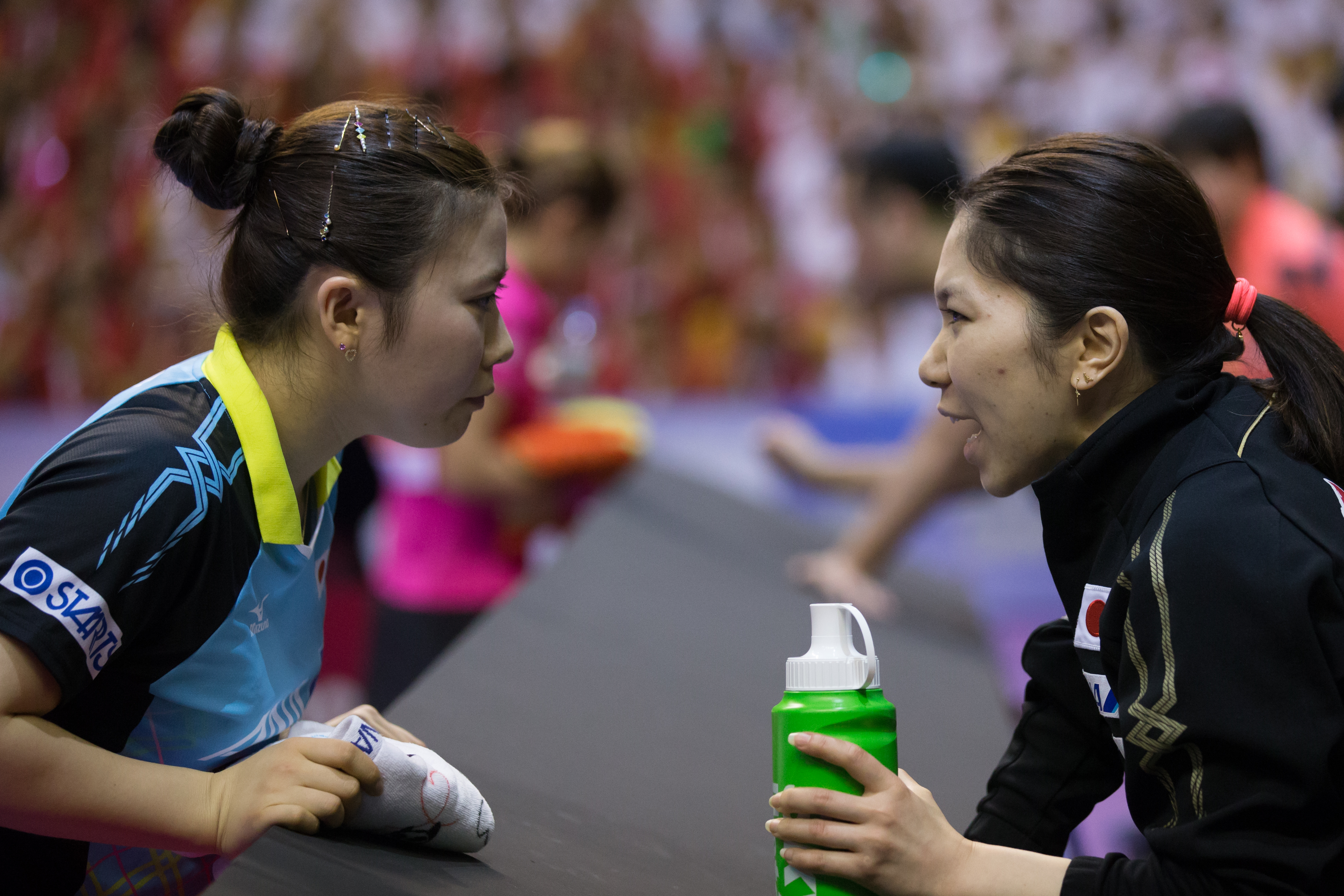
福原愛にアドバイスをする右が若宮三紗子（2016年世界選手権）

2016年第53回世界卓球選手権団体戦で世界卓球の団体戦に初出場した。
2017年の卓球王国2月号で日本代表からの引退を発表し、難病であるSLEを患っていることを告白した。2017年シーズンは日本生命に籍を置きつつコーチとしてジュニア世代の育成にも力を入れている。また2017年より日本卓球協会アスリート委員会委員を務める。

### 現役引退後
2018年3月限りで現役引退と日本生命からの退社を発表し、ボディメイクトレーナーに転身。卓球解説者としても活動。
2021年4月、Tリーグの2021-22シーズンのトップおとめピンポンズ名古屋の監督に就任。Tリーグ初の女性指揮官である

## 主な戦績
2007年
- 全国高等学校総合体育大会（インターハイ） 女子シングルス 優勝

2008年
- 第75回全日本大学総合卓球選手権大会個人の部 女子シングルス 優勝、女子ダブルス 優勝（宇土弘恵ペア）

2009年
- 世界卓球選手権 混合ダブルス2回戦
- 東アジア競技大会 女子ダブルス準優勝（藤井寛子ペア）

2010年
- 平成21年度全日本卓球選手権大会 女子ダブルス 優勝（藤井寛子ペア）
- 第16回アジア競技大会（広州） 女子ダブルス 銅メダル（藤井寛子ペア）

2011年
- 平成22年度全日本卓球選手権大会 女子ダブルス 優勝（藤井寛子ペア）（二連覇）
- 世界卓球選手権 女子ダブルス ベスト8、シングルス 2回戦、混合ダブルス 3回戦
- ITTFプロツアー 韓国オープン 女子ダブルス 優勝　（藤井寛子ペア）
- 荻村杯国際卓球選手権大会 女子ダブルス 優勝（藤井寛子ペア）
- 全日本社会人卓球選手権 女子ダブルス 優勝（藤井寛子ペア）

2012年
- 平成23年度全日本卓球選手権大会 混合ダブルス 優勝（松平賢二ペア）、女子ダブルス 優勝（藤井寛子ペア）（三連覇）
- 第20回アジア卓球選手権（マカオ）混合ダブルス 銅メダル（松平賢二ペア）
- 荻村杯国際卓球選手権大会 女子ダブルス 優勝（藤井寛子ペア）
- ITTFチリオープン 女子ダブルス 優勝（藤井寛子ペア）
- ITTFチェコオープン 女子ダブルス 優勝（藤井寛子ペア）、女子シングルス準優勝
- 全日本社会人卓球選手権 女子ダブルス 優勝（藤井寛子ペア）
- 第17回ジャパントップ12卓球大会 女子シングルス 優勝

2013年
- 平成24年度全日本卓球選手権大会 女子ダブルス 優勝（藤井寛子ペア）（四連覇）、混合ダブルス ベスト4（松平賢二ペア）
- 世界選手権 女子ダブルス ベスト8（藤井寛子ペア）、混合ダブルス ベスト16（松平賢二ペア）
- ITTFドイツオープン 女子ダブルス準優勝（福原愛ペア）
- 全日本社会人卓球選手権 女子ダブルス優勝（藤井寛子ペア）

2014年
- 平成25年度全日本卓球選手権大会 混合ダブルス ベスト4（松平賢二ペア）、女子シングルス ベスト4
- ITTFクロアチアオープン 女子シングルス 準優勝
- 荻村杯国際卓球選手権大会 女子ダブルス 優勝（福原愛ペア）
- ITTFチェコオープン 女子ダブルス 優勝（福原愛ペア）

2015年
- 平成26年度全日本卓球選手権大会 混合ダブルス 準優勝（松平賢二ペア）
- 第22回アジア卓球選手権 混合ダブルス 銅メダル（大島祐哉ペア）
- ITTFハンガリーオープン 女子シングルス 優勝

2016年
- 世界選手権 団体 準優勝

## 成績
※最高成績

### シングルス
- 世界卓球選手権 ベスト64（2011）

### ダブルス
- 世界卓球選手権 ベスト8（2011, 2013，2015）
- ITTFワールドツアー・グランドファイナル ベスト8（2011, 2012, 2014）

### 混合ダブルス
- 世界卓球選手権 ベスト16（2013）

## 受賞
2017年
- 香川県スポーツ栄光賞 特別賞[26][27]

## 人物
- 好きな食べ物は、和菓子(特にお饅頭)

## テレビ番組
- みらいのつくりかた 世界卓球代表・若宮三紗子（2013年5月9日、テレビ東京）[28]